# CSS (バンド)
CSS（シー・エス・エス）は、ブラジルのディスコ・パンク・バンド。サンパウロ出身。2000年代後半に発祥したニューレイヴのバンドに分類される。歌は英語とポルトガル語で歌われている。
バンド名は、Cansei de Ser Sexy（カンセイ・ジ・セール・セクシー）の略であり、ビヨンセの発言「Got Tired of Being Sexy（セクシーで居ることに飽きた）」をブラジルポルトガル語に訳したもの。

## メンバー
- ラヴフォックス (Lovefoxxx) ボーカル。
- ルイザ・サア (Luiza Sá) ギター、シンセサイザー。
- アナ・レゼンデ (Ana Rezende) ギター、シンセサイザー。
- カロリーナ・パラ (Carolina Parra) ギター、ドラムス。

### 旧メンバー
- イラチェマ・トレヴィサン (Iracema Trevisan) ベース。
- マリア・エレーナ・ゼルバ (Maria Helena Zerba)
- クラーラ・ヒベイロ (Clara Ribeiro)
- アドリアーノ・シントラ (Adriano Cintra) ベース。

## 来歴

### 結成、デビューアルバム
2003年9月に結成。バンドは初め、インターネットを通じて名前を知られるようになる。アドリアーノ・シントラは、サンパウロのアンダーグラウンド・クラブ・シーンで有名な人物であり、ラヴフォックスは、フォトログとFlickrで人気のある利用者だった。結成当時、アドリアーノ以外のメンバーは楽器が弾けなかった。バンドのフォトログは人気になり、トラマ・バーチャル (Trama Virtual 〈MySpaceのブラジル版にあたるウェブサイト〉）に投稿していた曲は頻繁にダウンロードされた。トラマ・バーチャルは、バンドへ大いに投資するようになり、バンドを取材させるためにブラジルとイギリスの記者を招待した。ブラジルの雑誌数誌とイギリスの新聞ガーディアンに記事が掲載された。いくつかの曲はメインストリームで使用され始め、「ミーティング・パリス・ヒルトン」はシンプル・ライフのラテン・アメリカでの放送に使用された。2004年、自主制作でEPを2枚リリース。
2005年、トラマ・バーチャルと契約し、10月にデビューアルバム『カンセイ・ジ・セール・セクシー』をブラジルでリリース。合わせてライブ会場とインターネットで7曲入りEP「CSS SUXXX」を販売した。アルバムとEPのレコーディング中に、クラーラ・ヒベイロとマリア・エレーナ・ゼルバがバンドを脱退した。アルバムの限定版バージョンには、買った人がアルバムの曲をコピーし贈り物として他の人にあげられるように、CD-Rが同梱されていた。アルバムはブラジルで5000枚売り上げたと伝えられているが、アルバム、シングル共にチャートにはのらなかった。

### サブ・ポップ契約、世界デビュー
2006年の初頭にはニルヴァーナなどを輩出した米国の有名レーベル、サブ・ポップと契約し、アルバム『カンセイ・ジ・セール・セクシー』で世界デビューを果たした。6月6日、シングル「レッツ・メイク・ラブ・アンド・リッスン・トゥ・デス・フロム・アバブ」をリリース。7月、DJディプロ、ボンヂ・ド・ホレと共に、初のアメリカとカナダでのツアーを行った。
2007年1月、初の日本公演を行った。また、カサビアンの日本公演でのオープニングアクトを務めた。2007年2月、シングル曲「アルコール」のPVコンテストをインターネット上で開催した。2007年4月、曲名にも使用したことのあるパリス・ヒルトンとの対面を果たした。2007年5月、「アララ」と「オフ・ザ・フック」がForza Motorsport 2のサウンドトラックに収録された。
2007年夏、バンドは様々なヨーロッパのロック・フェスティバル（グラストンベリー・フェスティバル、レディング・フェスティバルなど）に出演した。2007年8月4日、ニューヨークの航空会社が過剰予約したため飛行機に乗ることができず、シカゴで催されるロック・フェスティバルのロラパルーザに出演できないという災難にあった。サマーソニック07に出演。
シングル曲「ミュージック・イズ・マイ・ホット・ホット・セックス」がAppleiPod touchのCMに使用された。このCMは、18歳のイギリスの学生ニック・ヘイリーが制作した動画をもとに作られている。ヘイリーは「ミュージック・イズ・マイ・ホット・ホット・セックス」を使用してiPod touchのCMを自主制作し、2007年9月11日にYouTubeへ投稿した。アップルの広告代理店TBWA\CHIAT\DAYの関係者がヘイリーの作った作品を見て、彼と連絡を取り、協力を得て放送バージョンを作成した。シングルは、ビルボード63位を記録。ブラジルのバンドのシングル順位として過去最高位だった。同じ曲が1年前に競合商品であるZuneのプロモーションに使用されていた。
2008年4月11日、イラチェマ・トレヴィサンが脱退し、アドリアーノ・シントラがベースを引き継いだ。バンドはその後、元ザ・クーパー・テンプル・クロースのジョン・ハーパーをサポートドラムとして迎え活動している。

### セカンドアルバム
2008年4月、2ndアルバムからの先行シングル「ラット・イズ・デッド（レイジ）」が公式サイトから無料ダウンロード配信された。7月、2ndアルバム『ドンキー』をリリース。アルバム名の由来はマネージャーに騙され、ロバ（英：Donkey）のように働いていたことから（マネージャーからはお金を持ち逃げされ、借金まで背負わされた）。フジ・ロック・フェスティバル08に出演。フジ・ロックでは、プライマル・スクリームとラヴフォックスの共演が行われた。
2008年11月、2度目の単独での日本公演を名古屋、東京、大阪、横浜で行った。2009年8月、再びサマーソニック09に出演。

## エピソード
- ライヴ中には男性下着が飛び交うこともある[24]。
- 日本では、フジテレビの早朝番組SOUND WEATHERによってフィーチャーされ、2006年末から2007年初めにかけて「レッツ・メイク・ラブ・アンド・リッスン・トゥ・デス・フロム・アバブ」がプレイされ、音楽ファン以外の一般人にも知られるきっかけになった。この題名の「デス・フロム・アバブ」とはカナダのバンド、デス・フロム・アバヴ 1979[要出典]。
- キユーピーマヨネーズのCMに楽曲「オディオ・オディオ・オディオ・ソーリー C.」(Odio Odio Odio Sorry C.) を提供している[11]。
- L7の「プリテンド・ウィアー・デッド」をライブでよくカバーする。ロサンゼルスとハリウッドでの公演ではドニータと共にカバー演奏した[要出典]。
- メンバー全員は、ブラジルからロンドンへ移り住んでいる[18]。

## ディスコグラフィ

### スタジオ・アルバム
| 発売年 | タイトル                                                             | チャート | チャート |
| 発売年 | タイトル                                                             | UK       | US       |
| ------ | -------------------------------------------------------------------- | -------- | -------- |
| 2005年 | カンセイ・ジ・セール・セクシー (Cansei de Ser Sexy) (Trama)          | -        | -        |
| 2006年 | カンセイ・ジ・セール・セクシー (Cansei de Ser Sexy) (Sub Pop/Warner) | 69       | -        |
| 2008年 | ドンキー (Donkey)                                                    | 32       | 189      |
| 2011年 | ラ・リベラシオン (La Liberación)                                     | 180      | -        |
| 2013年 | プランタ (Planta)                                                    | -        | -        |

### EP
- Em Rotterdam Já É uma Febre - 2004年
- A Onda Mortal / Uma Tarde com PJ - 2004年
- CSS SUXXX (Trama) - 2005年

### シングル
| 発売年 | タイトル | チャート | チャート | アルバム                                            |
| 発売年 | タイトル | UK       | US       | アルバム                                            |
| ------ | --- | -------- | -------- | --------------------------------------------------- |
| 2006年 | アララ (Alala) | 89       | -        | カンセイ・ジ・セール・セクシー (Cansei de Ser Sexy) |
| 2006年 | オフ・ザ・フック (Off The Hook)                                                                                     | 43       | -        | カンセイ・ジ・セール・セクシー (Cansei de Ser Sexy) |
| 2007年 | レッツ・メイク・ラブ・アンド・リッスン・トゥ・デス・フロム・アバブ (Let's Make Love and Listen to Death from Above) | 39       | -        | カンセイ・ジ・セール・セクシー (Cansei de Ser Sexy) |
| 2007年 | ミュージック・イズ・マイ・ホット・ホット・セックス (Music Is My Hot, Hot Sex)                                       | -        | 63       | カンセイ・ジ・セール・セクシー (Cansei de Ser Sexy) |
| 2007年 | アルコール (Alcohol)                                                                                                | -        | -        | カンセイ・ジ・セール・セクシー (Cansei de Ser Sexy) |
| 2008年 | ラット・イズ・デッド（レイジ）(Rat Is Dead〈Rage〉)                                                                 | -        | -        | ドンキー (Donkey)                                   |
| 2008年 | レフト・ビハインド (Left Behind)                                                                                    | 78       | -        | ドンキー (Donkey)                                   |
| 2008年 | ムーヴ (Move) | -        | -        | ドンキー (Donkey)                                   |
| 2011年 | ヒッツ・ミー・ライク・ア・ロック (Hits Me Like a Rock)                                                              | -        | -        | ラ・リベラシオン (La Liberación)                    |
| 2011年 | シティ・ガール (City Grrrl)                                                                                         | -        | -        | ラ・リベラシオン (La Liberación)                    |
| 2013年 | ハングオーバー (Hangover)                                                                                           | -        | -        | プランタ (Planta)                                   |
| 2013年 | イントゥ・ザ・サン (Into the Sun)                                                                                   | -        | -        | プランタ (Planta)                                   |

### リミックス
- Tiny Masters of Today - Hey Mr. DJ (2007年)
- Bitchee Bitchee Ya Ya Ya - Fuck Friend (2007年)
- リリー・アレン - Alfie (2007年)
- ザ・ウォンバッツ - Kill the Director (2007年)
- The Mules - We're Good People (2007年)
- The Little Ones - Lovers Who Uncover (2007年)
- ボンヂ・ド・ホレ - Office Boy (2007年)
- ザ・クリブス - Men's Needs (2007年)
- Loney, Dear - The City, The Airport (2007年)
- アソビセクス - Strawberries (2007年)
- カイリー・ミノーグ - Wow (2008年)
- Tetine - I Go To The Doctor! (2008年)
- B-52's - Funplex (2008年)
- デジタリズム - Pogo (2008年)
- ブロック・パーティ - Mercury (2008年)
- Lykke Li - Little Bit (2008年)
- キーン - The Lovers Are Losing (2008年)

## 日本公演
- 2007年
  - 1月16日 東京duo MUSIC EXCHANGE
  - 8月11日、12日 サマーソニック

- 2008年
  - 7月27日 フジ・ロック・フェスティバル
  - 11月24日 名古屋CLUB QUATTRO、25日、26日 東京LIQUIDROOM、27日 大阪・心斎橋CLUB QUATTRO、28日 横浜BAY HALL

- 2009年
  - 8月8日、9日 サマーソニック

- 2011年
  - 7月29日  フジ・ロック・フェスティバル

- 2013年
  - 12月11日名古屋・NAGOYA CLUB QUATTRO、12月12日 大阪・UMEDA CLUB QUATTRO、12月14日 EXシアター六本木

- 2025年
  - 1月23日 大阪UMEDA CLUB QUATTRO、1月24日 東京 duo MUSIC EXCHANGE

### インタビューとライブ・レビュー
- インタビュー 2007年1月29日
- Video - Live @ the Paradiso